# Ivan Kovačič Efenka
Ivan Kovačič Efenka [ívan kóvačič efénka], slovenski partizan, podpolkovnik in narodni heroj, * 18. januar 1921, Dolenji Podboršt pri Mirni Peči, † 14. november 1963, Ljubljana.
Po končani osnovni šoli se je izučil za peka. V začetku leta 1942 je odšel v partizane, kjer je bil do decembra 1943 na raznih dolžnostih. Decembra  1943  je postal komandant Tomšičeve brigade. Brigado je vodil med pohodom 14. divizije na Štajersko. Ivan Kovačič Efenka je postal sredi julija 1944 namestnik komandanta 14. divizije, avgusta namestnik komandanta 4. operativne cone, 14. februarja 1945 pa komandant 14. divizije, ki je spomladi 1945, vodila zaključne boje proti nacističnim in fašističnim oboroženim enotam na Koroškem. Sodeloval je tudi kot pogajalec z angloameriškimi silami. Po vojni se je preselil v Celje, kjer je živel in delal do smrti. Celjska IV. osnovna šola se je imenovala OŠ Ivana Kovačiča Efenke in pred njo še vedno stoji njegov doprsni kip.

## Zanimivosti
Partizansko ime Efenka je dobil po pištoli znamke FN (izgovor: ef-en).